# Kutyám, Jerry Lee 3.
A Kutyám, Jerry Lee 3. (eredeti cím: K-9: P.I.) 2002-ben bemutatott amerikai akció-filmvígjáték, Richard J. Lewis rendezésében és James Belushi főszereplésével. A film a harmadik és egyben utolsó rész a Kutyám, Jerry Lee-filmsorozatban; a Kutyám, Jerry Lee 2. folytatása.
A film 2002. július 30-án jelent meg.

## Cselekmény
Mike Dooley rendőrtiszt és német juhászkutyája, Jerry Lee jól megérdemelt nyugdíjas éveit tölti. Váratlanul, késő éjjel, véletlenül egy informatikai cég kirablására figyelnek fel. Dooley és Jerry Lee meglepik a betörőket, és üldözőbe veszik őket, amikor azok menekülnek. Egy raktárban történő lövöldözés után megjelenik az FBI, és letartóztatja Dooleyt. A gyanú szerint az elkövetők bűntársa volt. Ennek következtében nyugdíját „befagyasztják”, amíg az esetet nem tisztázzák. Emiatt Dooley pénzügyi problémákkal küzd, és próbál kölcsönt felvenni. Miután ezzel nem jár sikerrel, az az ötlete támad, hogy felajánlja kutyáját tenyésztésre. Eközben találkozik Catherine-nel és német juhászkutyájával, Mollyval.
Mike Dooley úgy dönt, hogy magánnyomozóként fog dolgozni. Laura Fieldstől kapja első megbízatását. Már egy hete hiányzik neki vőlegénye, Kevin Wingate. Mielőtt azonban Dooley elintézhetné az ügyet, saját problémája utoléri. Megpróbálja egyedül megtalálni a betörőket, hogy igazolja magát és megőrizze nyugdíjjogosultságát. A tolvajok egy értékes számítógépes chipet loptak el egy ügyfél megbízásából. Az újonnan kifejlesztett prototípus nem csak értékes, hanem innovatív előnyt is biztosít a tulajdonosának a számítástechnikai iparban. Összesen négy darab tartozik össze, amelyek közül az egyik véletlenül Dooley birtokába kerül.
Dooley első útja Billy Cochranhoz vezet, egy pitiáner drogdílerhez, aki egy évvel ezelőtt feltűnt a razziázott vállalatnál történt tűzeset során. Dooley tőle kap egy tippet Charles Thyerről, akit Dooley kezdetben nem tud megtalálni. Ehelyett Kevin Wingate révén megtudja, hogy Thyer már évek óta halott, és hogy Field vőlegénye csak ezt a nevet használta. Miután Dooley elmagyarázza az ügyfelének, hogy a vőlegénye nem az, akinek állította magát, és nyilvánvalóan nem akarja, hogy megtalálják.
Közben Billy Cochrant Thyer lelőtte, hogy ne tudjon többet elárulni róla. Mivel Dooleyt utoljára Cochrannal látták, ebben az ügyben is gyanúba keveredik. Volt főnöke beidézi őt, és Dooley közben megtudja, hogy Thyer több személyazonossággal rendelkezik, többek között Kevin Wingate néven is ismert. Mivel ipari terroristaként körözik, gyanítható, hogy ő volt a betörő a Microlabsnál, és ő lopta el a chipeket. Hogy bebizonyítsa ártatlanságát, Dooley engedélyt kap korábbi főnökétől, hogy az ügyön dolgozzon.
Hogy kapcsolatba léphessen Thyerrel, felajánlja, hogy „alvilági kapcsolatokon” keresztül megvásárolja a chipjét. Nem tart sokáig, és kap egy ajánlatot. Így sikerül találkoznia Thyerrel. Elővigyázatosságból a kocsiban hagyja Jerry Lee-t, és reméli, hogy a kutya a segítségére siet, ha jelez neki. Ez azonban nem a kívánt módon sikerül. Ehelyett megjelenik Laura Fields, és lelövi Thyert. Ezzel ő lelepleződik, mert Thyert választotta ki, hogy az ellopja helyette a chipeket. De aztán Thyer egyedül akarta lebonyolítani az üzletet, és eltűnt, Fields ezért bérelte fel Dooleyt, hogy keresse meg számára Thyert.
Laura Fields ráveszi Dooleyt, hogy adja át a chipet, de mielőtt lelőhetné Dooleyt, megjelenik Jerry Lee, és ezután Fields már gond nélkül letartóztatható. 
Dooley visszakapja megérdemelt nyugdíját, és újra elkezdi tervezgetni a nyugdíjas éveit. Mollynak időközben megszülettek a kölykei, és Dooley választhat egyet a kölykök közül.

## Szereplők
- James Belushi – Mike Dooley
- Gary Basaraba – Pete Timmons
- Kim Huffman – Laura Fields
- Jody Racicot – Maurice
- Christopher Shyer – Charles Thyer
- Barbara Tyson – Catherine
- Blu Mankuma – Thomas kapitány
- Duncan Fraser – Frankie
- Jason Schombing – Carlos Cuesta
- Kevin Durand – Verner ügynök
- Matthew Bennett – Henry ügynök
- Jay Brazeau – Dr. Tilley
- Sarah Carter – Babe
- Terry Chen – Sato
- Dean Choe – Tolvaj
- Michael Eklund – Billy Cochran
- G. Michael Gray – Junkie
- Ellie Harvie – Jackie Von Jarvis
- Dee Jay Jackson – Auto Pool Guy
- David Lewis – Jack Von Jarvis
- Angela Moore – Angie
- Natassia Malthe – Piszkos táncos
- King – Jerry Lee

## Fogadtatás
A Rotten Tomatoes-on a film 6 értékelés alapján 0%-os minősítést ért el.

## Fordítás
- Ez a szócikk részben vagy egészben  a   K-9: P.I. című angol Wikipédia-szócikk fordításán alapul.  Az eredeti cikk szerkesztőit annak laptörténete sorolja fel. Ez a jelzés csupán a megfogalmazás eredetét és a szerzői jogokat jelzi, nem szolgál a cikkben szereplő információk forrásmegjelöléseként.
- Ez a szócikk részben vagy egészben  a   Mein Partner mit der kalten Schnauze 3 című német Wikipédia-szócikk fordításán alapul.  Az eredeti cikk szerkesztőit annak laptörténete sorolja fel. Ez a jelzés csupán a megfogalmazás eredetét és a szerzői jogokat jelzi, nem szolgál a cikkben szereplő információk forrásmegjelöléseként.